# Splash page

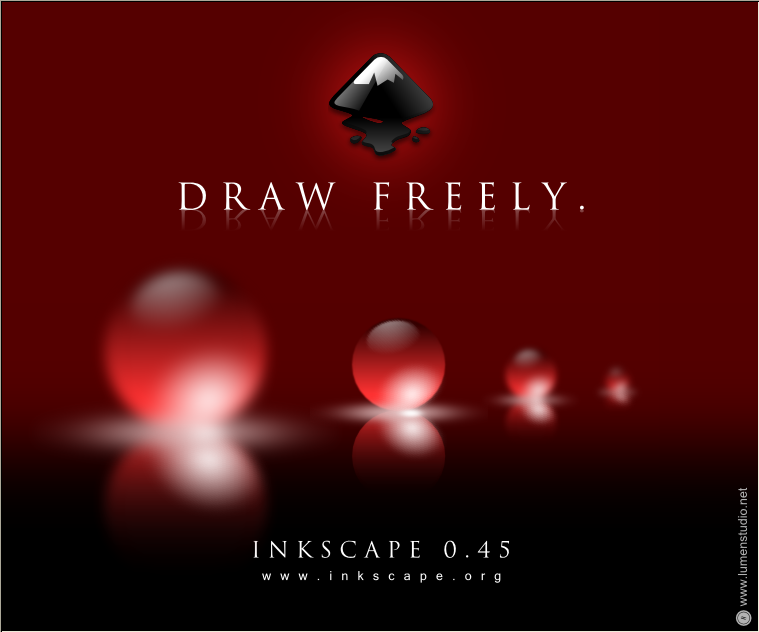
Splash-scherm van het tekenpakket InkScape

Een splash page of splash screen kan twee betekenissen hebben:

## Op het internet
Op het internet is een splash page een pagina die voor de eigenlijke homepage van een website wordt getoond. De splash page kan bijvoorbeeld een Flash-animatie bevatten of een keuze voor een taal. Splash pages worden, door het niet-informatieve karakter van een splash page, plus het soms niet kunnen overslaan van de splash page en de ervoor benodigde bandbreedte, doorgaans gezien als een voorbeeld van slecht webdesign.

## Bij applicaties
Bij een softwarepakket of applicatie is een splash screen een scherm dat wordt getoond tijdens het laden van de applicatie. Het doel hiervan is feedback te geven dat het programma inderdaad bezig is geladen te worden. Dit is vooral van nut bij grote programma's die er lang over doen om geladen te worden.
Een dergelijk scherm kan bijvoorbeeld het logo bevatten van het pakket, de namen van de programmeurs van het pakket, een auteursrechtvermelding. Sommige geavanceerde splash screens hebben animaties of geluidseffecten.

## Noot
1. ↑  Jakob Nielsen over Flash op webpagina's, 29 oktober 2000, bezocht 20 mei 2007